# دانیل د لئون
دانیل ده لئون (زاده ۱۸۵۲-درگذشته ۱۹۱۴) متفکر و فعال سیاسی مارکسیست و از مهم‌ترین چهره‌های مارکسیستی ایالات متحده آمریکا بود.
عقاید او بسیاری از مارکسیست‌ها را در سراسر جهان (و بخصوص انگلستان) تحت تأثیر قرار داد و بسیاری از مارکسیست‌ها خود را «ده لئونیست» یا «مارکسیست-ده لئونیست» خوانده‌اند.
از او آثاری در زمینهٔ تشریح دقیق چگونگی ساختار جامعهٔ سوسیالیستی به جا مانده است.
او اعتقاد داشت که همهٔ صنایع و خدمات باید توسط کارگرانی که در اتحادیه‌های صنعتی سازمان داده شده‌اند، تحت کنترلی دموکراتیک درآیند.